# Thủy sinh không xương sống
Thủy sinh không xương sống hay động vật không xương sống biển là những loài động vật không xương sống sống ở môi trường biển. Động vật không xương sống là thuật ngữ chung chỉ tất cả các loài động vật ngoại trừ những loài thuộc phân ngành Vertebrata. Động vật không xương sống không phát triển về cột sống, một số loài đã phát triển vỏ và bộ xương ngoài cứng. Cũng như các loài sống trên đất liền hoặc trong không trung, động vật không xương sống biển có cấu trúc cơ thể đa dạng và được phân loại hơn 30 ngành. Chúng đã tạo nên hầu hết các sự sống vĩ mô ở trong đại dương.

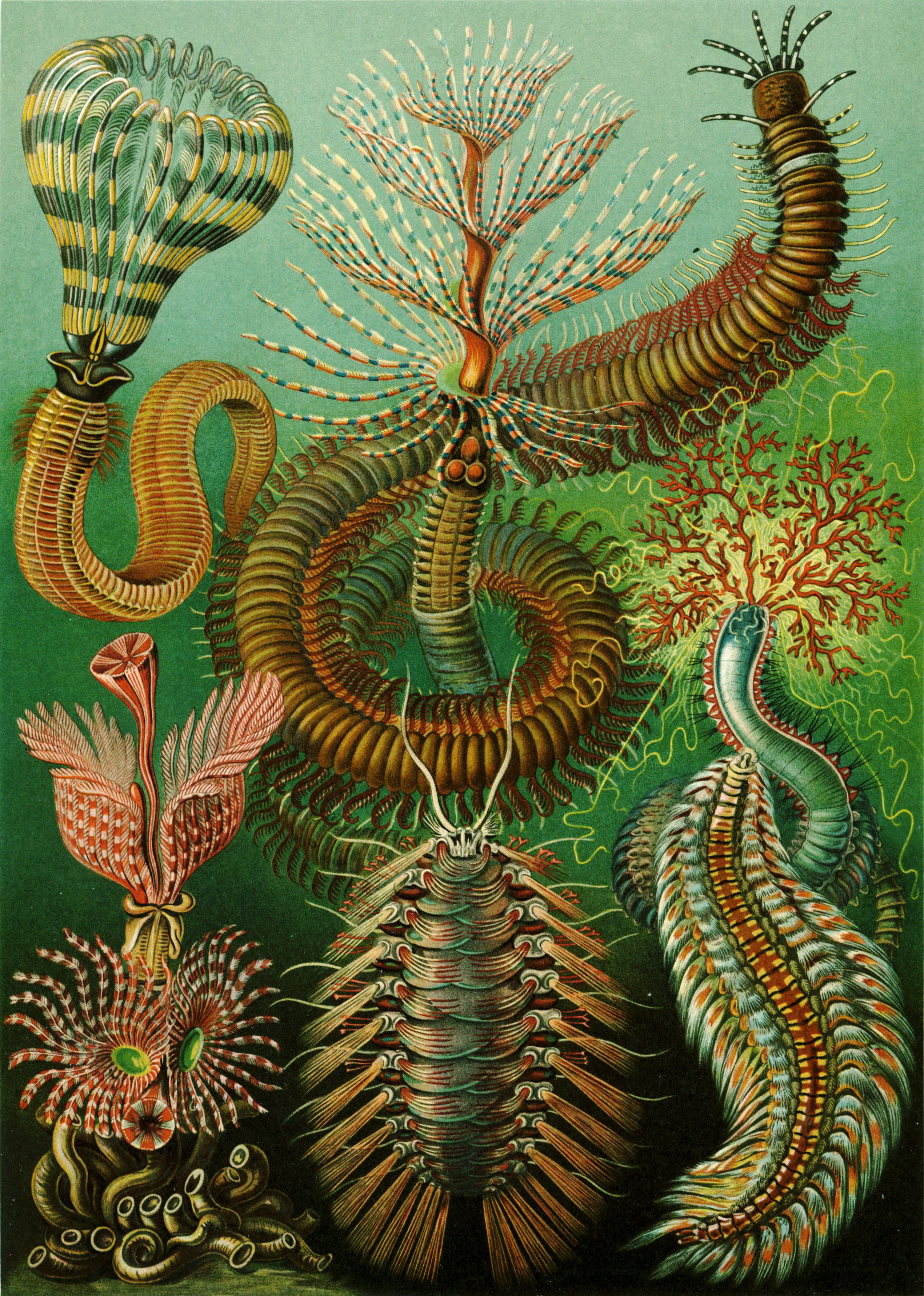
Ernst Haeckel's 96th plate, showing some marine invertebrates. Marine invertebrates have a large variety of body plans, which are currently categorised into over 30 phyla. Tấm thứ 96 của Ernst Haeckel, cho thấy vài động vật không xương sống biển. Chúng có rất nhiều cấu trúc cơ thể phân loại thành 30 ngành